# Allodonta pseudomaternalis
Allodonta pseudomaternalis är en fjärilsart som beskrevs av Alexander Schintlmeister 1993. Allodonta pseudomaternalis ingår i släktet Allodonta och familjen tandspinnare. Inga underarter finns listade i Catalogue of Life.